# DDR-Mannschaftsmeisterschaft im Schach 1972
Bei der  DDR-Mannschaftsmeisterschaft im Schach 1972 gewann der Titelverteidiger Schachgemeinschaft Leipzig zum dritten Mal hintereinander die DDR-Mannschaftsmeisterschaft.
Gespielt wurde ein Rundenturnier, wobei jede Mannschaft gegen jede andere jeweils acht Mannschaftskämpfe an acht Brettern austrug. Insgesamt waren es 48 Mannschaftskämpfe, also 384 Partien.

## DDR-Mannschaftsmeisterschaft 1972

### Kreuztabelle der Sonderliga (Rangliste)
|   | Verein       | 1    | 2    | 3    | 4    | Punkte |
| - | ------------ | ---- | ---- | ---- | ---- | ------ |
| 1 | SG Leipzig   |      | 38,0 | 40,0 | 47,0 | 125,0  |
| 2 | Buna Halle   | 26,0 |      | 34,5 | 40,0 | 100,5  |
| 3 | DAW Berlin   | 24,0 | 29,5 |      | 36,0 | 089,5  |
| 4 | Post Dresden | 17,0 | 24,0 | 28,0 |      | 069,0  |

### Ergebnisse der besten Spieler
| Spieler            | Verein  | Partien | Punkte | Prozent |
| ------------------ | ------- | ------- | ------ | ------- |
| Artur Hennings     | Leipzig | 24      | 19,5   | 81,3    |
| Burkhard Malich    | Halle   | 12      | 9,5    | 79,2    |
| Wolfgang Uhlmann   | Dresden | 20      | 15,5   | 77,5    |
| Lothar Vogt        | Leipzig | 24      | 17,0   | 70,8    |
| Heinz Liebert      | Halle   | 24      | 17,0   | 70,8    |
| Lutz Espig         | Halle   | 20      | 14,0   | 70,0    |
| Rainer Knaak       | Leipzig | 23      | 16,0   | 69,6    |
| Günther Möhring    | Halle   | 20      | 13,5   | 67,5    |
| Lothar Zinn        | Berlin  | 20      | 13,5   | 67,5    |
| Heinz Rätsch       | Leipzig | 18      | 12,0   | 66,7    |
| Gottfried Braun    | Leipzig | 21      | 13,5   | 64,3    |
| Joachim Brüggemann | Leipzig | 18      | 11,5   | 63,9    |
| Manfred Schöneberg | Leipzig | 20      | 12,5   | 62,5    |

### Die Meistermannschaft
| 1.            | Schachgemeinschaft Leipzig |
| Schachfiguren | Artur Hennings, Lothar Vogt, Manfred Schöneberg, Rainer Knaak, Manfred Böhnisch, Detlef Neukirch, Gottfried Braun, Joachim Brüggemann, Heinz Rätsch |

### Oberliga
| Platz | Verein               | Punkte |
| ----- | -------------------- | ------ |
| 01    | DAW Berlin II        | 94,5   |
| 02    | SG Leipzig II        | 94,0   |
| 03    | Vorwärts Strausberg  | 78,0   |
| 04    | Wissenschaft Potsdam | 75,0   |
| 05    | Lok Leipzig Mitte    | 71,5   |
| 06    | Chemie Lützkendorf   | 70,5   |
| 07    | Post Dresden II      | 67,5   |
| 08    | Motor SO Magdeburg   | 63,0   |
| 09    | Lok Dresden          | 57,0   |
| 10    | Buna Halle II        | 49,0   |

### DDR-Liga
| Platz | Verein                      | Punkte |
| ----- | --------------------------- | ------ |
| 01    | Lok Rostock                 | 84,5   |
| 02    | Rotation Berlin             | 81,5   |
| 03    | Lok Pankow                  | 77,0   |
| 04    | Humboldt-Universität Berlin | 76,5   |
| 05    | Aufbau Börde Magdeburg      | 73,5   |
| 06    | Wissenschaft Potsdam II     | 73,5   |
| 07    | Einheit Friesen Berlin      | 69,0   |
| 08    | Lok Rostock II              | 68,5   |
| 09    | Lok Brandenburg             | 64,0   |
| 10    | Motor SO Magdeburg II       | 52,0   |

| Platz | Verein                    | Punkte |
| ----- | ------------------------- | ------ |
| 01    | Lok Karl-Marx-Stadt       | 87,0   |
| 02    | Lok Greiz                 | 84,5   |
| 03    | SG Leipzig III            | 76,5   |
| 04    | EVB/Motor West Erfurt     | 76,0   |
| 05    | Motor IFA Karl-Marx-Stadt | 76,0   |
| 06    | TH Chemie Merseburg       | 67,5   |
| 07    | Carl Zeiss Jena           | 65,5   |
| 08    | Lok Leipzig Mitte II      | 65,5   |
| 09    | Motor Gohlis Nord Leipzig | 65,0   |
| 10    | Lok Gera                  | 56,5   |

### Aufstiegsspiele zur DDR-Liga
In der Gruppe 2 spielten nach dem Rückzug von Chemie Magdeburg nur drei Mannschaften.
| Platz | Verein                 | Punkte |
| ----- | ---------------------- | ------ |
| 1     | Rotation Schwedt       | 29,5   |
| 2     | AdW Berlin II          | 28,0   |
| 3     | Lok Stralsund          | 21,0   |
| 4     | Medizin Neubrandenburg | 17,5   |

| Platz | Verein                | Punkte |
| ----- | --------------------- | ------ |
| 1     | WBK 67 Halle-Neustadt | 17,0   |
| 2     | Motor Falkensee       | 16,0   |
| 3     | Lok Schwerin          | 15,0   |

| Platz | Verein                 | Punkte |
| ----- | ---------------------- | ------ |
| 1     | Wismut Schneeberg      | 30,0   |
| 2     | Fortschritt Mühlhausen | 27,0   |
| 3     | Einheit Bad Salzungen  | 21,5   |
| 4     | Carl Zeiss Jena II     | 17,5   |

| Platz | Verein                  | Punkte |
| ----- | ----------------------- | ------ |
| 1     | Lok Dresden II          | 27,5   |
| 2     | Muldental Wilkau-Haßlau | 24,0   |
| 3     | Motor Leipzig-Lindenau  | 22,5   |
| 4     | Aktivist Senftenberg    | 22,0   |

## DDR-Mannschaftsmeisterschaft der Frauen 1972

### Oberliga
| Platz | Verein                 | Punkte |
| ----- | ---------------------- | ------ |
| 1     | Buna Halle             | 59,5   |
| 2     | DAW Berlin             | 52,0   |
| 3     | Motor Leipzig Lindenau | 41,5   |
| 4     | Lok Dresden            | 41,0   |
| 5     | Motor Weimar           | 40,5   |
| 6     | Buna Halle II          | 38,0   |
| 7     | Wismut Aue             | 32,5   |
| 8     | Einheit Schwerin       | 31,0   |

### DDR-Liga
| Platz | Verein                       | Punkte |
| ----- | ---------------------------- | ------ |
| 1     | Wissenschaft / Empor Potsdam | 62,5   |
| 2     | TH Chemie Magdeburg          | 52,0   |
| 3     | Lok Halle                    | 50,0   |
| 4     | TSG Wittenberg               | 44,0   |
| 5     | DAW Berlin II                | 38,0   |
| 6     | Schifffahrt/Hafen Rostock    | 37,0   |
| 7     | TSG Gröditz                  | 28,0   |
| 8     | Einheit Friesen Berlin       | 23,5   |

| Platz | Verein                    | Punkte |
| ----- | ------------------------- | ------ |
| 1     | Lok Karl-Marx-Stadt       | 68,0   |
| 2     | Motor Weimar II           | 55,5   |
| 3     | Lok Naumburg              | 48,5   |
| 4     | Lok Greiz                 | 44,5   |
| 5     | BSG Sebnitz               | 41,0   |
| 6     | Einheit Pädagogik Halle   | 36,5   |
| 7     | Motor Leipzig-Lindenau II | 24,5   |
| 8     | DAW Berlin III            | 15,5   |

Die Aufsteiger zur Oberliga wurden erneut in Überkreuzvergleichen ermittelt:
- Lok Karl-Marx-Stadt – TH Chemie Magdeburg 8½ : 3½
- Wissenschaft/Empor Potsdam – Motor Weimar II 7½ : 4½

## Jugendmeisterschaften
| Altersklasse | männlich        | weiblich   |
| ------------ | --------------- | ---------- |
| Schüler      | Rotation Berlin | Lok Halle  |
| Jugend       | Buna Halle      | Buna Halle |